# Melanie Panayiotou

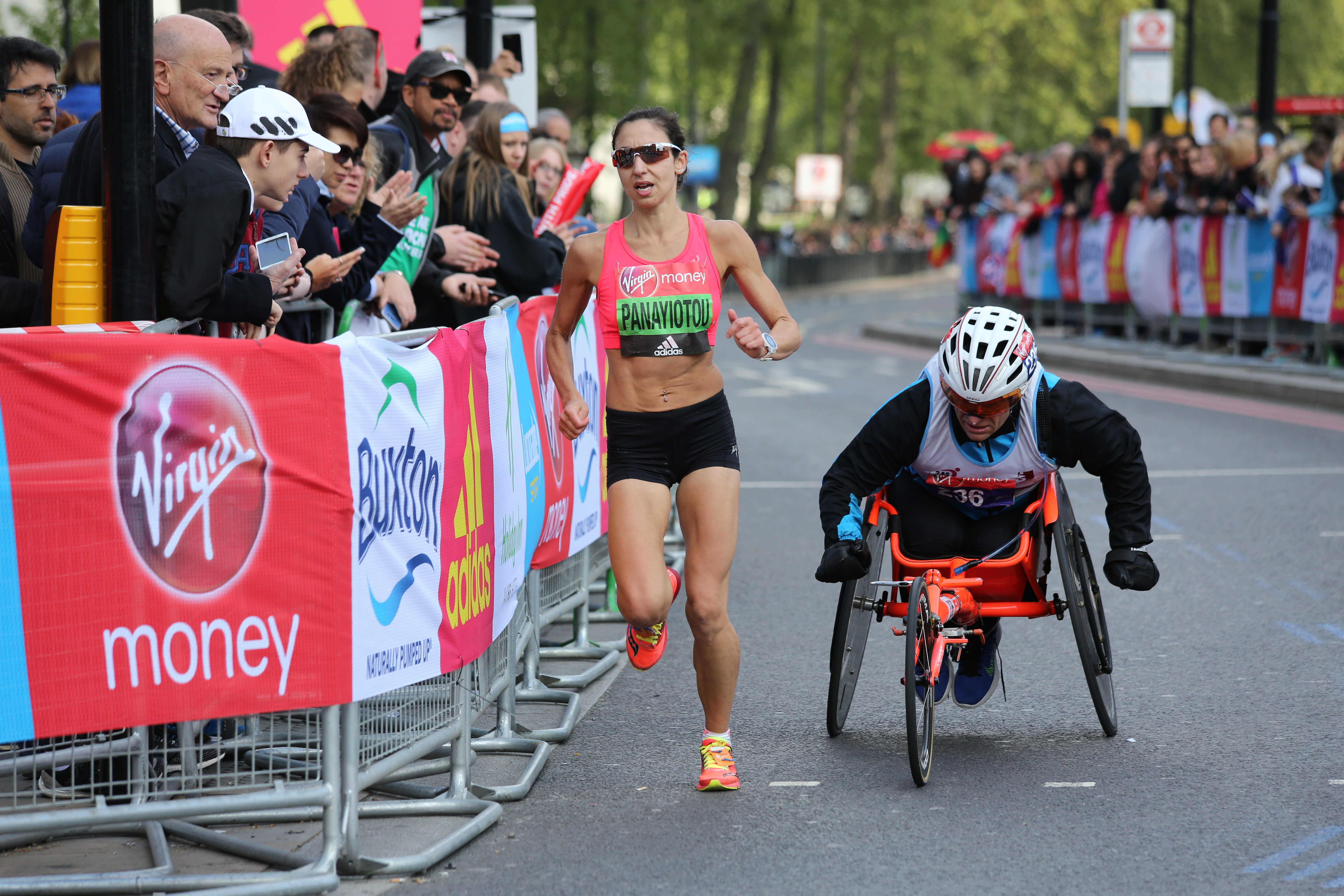
Melanie Panayiotou 2017 beim London-Marathon

Melanie Panayiotou (* 21. Juli 1984) ist eine australische Marathonläuferin.

## Leben
2013 wurde Panayiotou Dritte beim Melbourne-Marathon. Im Jahr darauf kam sie beim Nagoya-Marathon auf den 29. Platz und wurde Achte bei den Commonwealth Games 2014 in Glasgow.
2015 stellte sie als Fünfte beim Rotterdam-Marathon mit 2:34:35 ihre persönliche Bestzeit auf.
Von Beruf ist sie Leitende Tierärztin im Australia Zoo.